# THANKS FOR BEIJING!!
《THANKS FOR BEIJING!!》是2011年12月7日在日本发行的SMAP的DVD作品。

## 专辑概要
- 本影像作品集收录的是SMAP于2011年9月16日在中国北京市的北京工人体育馆所举办的“2011年北京SMAP演唱会 加油日本！感谢中国！－亚洲一家－项目”的影像记录。同时这场演唱会也是SMAP的首次海外公演。

- 本作和近几年SMAP所发行的其他演唱会影像作品集不同，它并没有记录整场演唱会，而是摘要性质的收录。但同时本作品也收录了演唱会彩排的相关花絮。除了收录演唱会上SMAP的歌曲之外，还收录了现场由SMAP所翻唱的邓丽君的《月亮代表我的心》。在作品的最后还特意附赠了《世界上唯一的花》中文版音乐录影带。

- 先购入特典的消费者还被赠送了SMAP的原创明信片。

- 和通常一样，SMAP SHOP推出了限量版封面的《THANKS FOR BEIJING!!》。和通常盘采用红色背景下的鞋部特写不同，SMAP SHOP的限量版封面是蓝色背景下的鞋部特写，并且标题改为《RUNNING SMAP!》。

- 本作品发行两周后，SMAP的全新单曲《我的一半》开始发行。

- 《THANKS FOR BEIJING!!》发行首周销量达到5.7万张，荣膺公信榜DVD综合类周榜冠军。[1] 这是SMAP继《SMAP 2008 super.modern.artistic.performance tour》之后，第三张首周荣登DVD综合类周榜冠军的作品。如果延续以前的VHS版，则这是SMAP第十五部拿下首周销量冠军的作品。

## 收录内容
1. Opening
2. Document
3. Concert Opening
4. This is love
5. SWING
6. SHAKE
7. Document
8. 月亮代表我的心
9. 悄悄地 紧紧的（日语：そっと きゅっと/スーパースター★）
10. Dynamite (SMAP单曲)
11. Document
12. Lion Heart
13. not alone～我也很快乐～（日语：not alone 〜幸せになろうよ〜）
14. 夜空的彼岸 〜 Member Talk
15. 夜空的彼岸（夜空ノムコウ Chinese Version）
16. 世界上唯一的花（世界に一つだけの花 Chinese Version）
17. Document
18. $10
19. 蓝色闪电（日语：青いイナズマ）
20. Let It Be（日语：Let It Be (SMAPの曲)）
21. We are SMAP!
22. Original Smile
23. 谢谢（日语：ありがとう (SMAPの曲)）
24. ENDING
25. 世界上唯一的花 PV (世界に一つだけの花 Chinese Version)

## 巡回演唱会
本次演唱会的官方称呼为“SMAP BEIJING CONCERT 加油日本! 感谢中国! 亚洲一家! SMAP 2011 北京演唱会”。
|        | 表演日期 | 开演时间 | 表演会场       |
| 2011年 | 2011年   | 2011年   | 2011年         |
| ------ | -------- | -------- | -------------- |
| 1      | 9月16日  | 19:30    | 北京工人体育场 |